# エヴァ・パヨル
エヴァ・パヨル（英: Eve Pajor、1996年12月3日 - ）は、ポーランドの女子サッカー選手。VfLヴォルフスブルク所属。ポーランド代表。ポジションはフォワード。

## 経歴

### クラブ
メディク・コニン
ペングフ出身。8歳の時にオルレンタ・ヴィェレイニでサッカーのトレーニングを開始した。小学校を卒業後、コニンに移り、メディク・コニンでトレーニングを受ける。2012年4月14日、AZS PWSZビャワ・ポドラスカとの試合で55分に出場、3-0で勝利し、エクストラリガデビューを果たした。デビュー戦では、2ゴールを記録した。最初のゴールは、ピッチに入ってから2分後に決めた。15歳133日というエクストラリガ史上最年少の選手となった。
2012-2013シーズンには、メディクで準優勝とポーランド・カップを獲得した。KPウニア・ラシボルツとの最終戦では、2-1で勝利し、パヨルはチームのために2つのゴールを決めた。2013-2014と2014-2015のシーズンに彼女はチャンピオンシップとポーランド・カップを2年連続で獲得した。彼女は、メディクがポーランド・カップ決勝でグルニク・ウェンチナに5-0で勝利した試合でハットトリックを達成した。メディクのシニアチームでは、全公式戦で74ゴールを挙げ、そのうちエクストラリガでは60試合出場し、64ゴールを挙げた。
VfLヴォルフスブルク
2015年6月、VfLヴォルフスブルクと2年契約を結び、その後2017年12月に2020年6月30日まで再延長した。 2020年4月、パヨルはヴォルフスブルクと2023年までの契約延長にサインした。
2018-19シーズンには、ブンデスリーガ、DFBポカール、そしてブンデスリーガ得点王のタイトルを獲得し、19試合で24得点を記録した。

### 代表
2013年6月に開催されたUEFA U-17女子選手権では、U-17ポーランド代表として金メダルを獲得した。 10月9日には、欧州のU-17最優秀選手に与えられるUEFA Under-17 Golden Player Awardを受賞した。
2013年8月20日、ハンガリーで開催された親善大会「バラトン杯」のポーランド対チェコ戦で、ヴォイチェフ・バシウク監督のもと、シニアポーランド代表としてデビューを飾った。彼女は75分に途中出場したが、交代した直後の1分間でパトリチャ・ポジャースカが獲得したPKを決め、84分には自身も得点した。
2015年3月4日から11日までクロアチアで開催されたイストリア杯に参加し、スロバキアとの決勝戦でチームを率いて1位を獲得した。
2022年9月6日、コソボ代表戦で3ゴールを決めたパヨルは、それまでの記録保持者マルタ・オトレブスカを抜き、ポーランド代表の史上最多得点者となった。

## 個人成績

### 代表
2023年4月11日現在
| ポーランド代表 | 国際Aマッチ | 国際Aマッチ |
| 年             | 出場        | 得点        |
| -------------- | ----------- | ----------- |
| 2013           |             | 2           |
| 2014           |             | 10          |
| 2015           |             | 5           |
| 2016           |             | 4           |
| 2017           |             | 7           |
| 2018           |             | 4           |
| 2019           |             | 2           |
| 2020           |             | 5           |
| 2021           |             | 6           |
| 2022           |             | 7           |
| 2023           |             | 3           |
| 通算           |             | 55          |

#### ゴール
スコアと結果は、ポーランドのゴール数を最初に表示し、スコア欄はゴール後のスコアを表示する。
| #  | 開催日         | 開催地                                                               | 対戦国                   | スコア | 結果 | 大会                                        |
| -- | -------------- | -------------------------------------------------------------------- | ------------------------ | ------ | ---- | ------------------------------------------- |
| 1  | 2013年8月20日  | バラトンフレド                                                       | チェコ                   |        | 4–1  | 国際親善試合                                |
| 2  | 2013年8月22日  | バラトンフレド                                                       | スロバキア               |        | 1–1  | 国際親善試合                                |
| 3  | 2014年5月8日   | トフティール、スヴァンガスカルズ                                     | フェロー諸島             | 3–0    | 3–0  | 2015 FIFA女子ワールドカップ・ヨーロッパ予選 |
| 4  | 2014年6月18日  | ゼニツァ、ビリノ・ポリエ                                             | ボスニア・ヘルツェゴビナ | 1–1    | 1–1  | 2015 FIFA女子ワールドカップ・ヨーロッパ予選 |
| 5  | 2014年7月16日  | プルシュクフ                                                         | エストニア               |        | 5–1  | 国際親善試合                                |
| 6  | 2014年7月16日  | プルシュクフ                                                         | エストニア               |        | 5–1  | 国際親善試合                                |
| 7  | 2014年7月16日  | プルシュクフ                                                         | エストニア               |        | 5–1  | 国際親善試合                                |
| 8  | 2014年9月13日  | トルン、モトアリーナ・トルン                                         | 北アイルランド           | 2–0    | 4–0  | 2015 FIFA女子ワールドカップ・ヨーロッパ予選 |
| 9  | 2014年9月13日  | トルン、モトアリーナ・トルン                                         | 北アイルランド           | 4–0    | 4–0  | 2015 FIFA女子ワールドカップ・ヨーロッパ予選 |
| 10 | 2014年9月17日  | ヴウォツワヴェク、OSiRスタジアム                                     | ボスニア・ヘルツェゴビナ | 2–0    | 3–1  | 2015 FIFA女子ワールドカップ・ヨーロッパ予選 |
| 11 | 2014年10月28日 | ナーホト                                                             | チェコ                   |        | 1–1  | 国際親善試合                                |
| 12 | 2014年10月30日 | ニエチェツァ                                                         | スロバキア               |        | 4–1  | 国際親善試合                                |
| 13 | 2015年2月11日  | リポット                                                             | ハンガリー               |        | 7–2  | 国際親善試合                                |
| 14 | 2015年3月9日   | ウマグ                                                               | ルーマニア               |        | 2–0  | 国際親善試合                                |
| 15 | 2015年3月11日  | ポレッチ                                                             | スロバキア               |        | 2–0  | 国際親善試合                                |
| 16 | 2015年10月27日 | イェレニャ・グラ                                                     | オランダ                 |        | 1–0  | 国際親善試合                                |
| 17 | 2015年11月27日 | オルヘイ、CSRオルヘイ                                                | モルドバ                 | 1–0    | 3–1  | UEFA欧州女子選手権2017・予選                |
| 18 | 2016年3月4日   | パラリムニ、パラリムニ・スタジアム                                   | ウェールズ               | 1–1    | 1–1  | キプロス・カップ2016                        |
| 19 | 2016年9月20日  | ヴウォツワヴェク、OSiRヴウォツワヴェク                               | モルドバ                 | 1–0    | 4–0  | UEFA欧州女子選手権2017・予選                |
| 20 | 2016年11月26日 | ウェンチュナ                                                         | ベラルーシ               |        | 4–0  | 国際親善試合                                |
| 21 | 2016年11月26日 | ウェンチュナ                                                         | ベラルーシ               |        | 4–0  | 国際親善試合                                |
| 22 | 2017年4月7日   | プルシュクフ                                                         | フィンランド             |        | 1–0  | 国際親善試合                                |
| 23 | 2017年4月11日  | ミンスク                                                             | ベラルーシ               |        | 4–0  | 国際親善試合                                |
| 24 | 2017年4月11日  | ミンスク                                                             | ベラルーシ               |        | 4–0  | 国際親善試合                                |
| 25 | 2017年6月8日   | ブチャク                                                             | ウクライナ               |        | 3–2  | 国際親善試合                                |
| 26 | 2017年9月15日  | ウェンチュナ、スタディオン・ゴルニカ・ウェンチュナ                   | ベラルーシ               | 3–0    | 4–1  | 2019 FIFA女子ワールドカップ・ヨーロッパ予選 |
| 27 | 2017年9月15日  | ウェンチュナ、スタディオン・ゴルニカ・ウェンチュナ                   | ベラルーシ               | 4–1    | 4–1  | 2019 FIFA女子ワールドカップ・ヨーロッパ予選 |
| 28 | 2017年9月19日  | ビール/ビエンヌ、ティソ・アリーナ                                    | スイス                   | 1–1    | 1–2  | 2019 FIFA女子ワールドカップ・ヨーロッパ予選 |
| 29 | 2018年8月31日  | ミンスク、トラクター・スタジアム                                     | ベラルーシ               | 2–0    | 4–1  | 2019 FIFA女子ワールドカップ・ヨーロッパ予選 |
| 30 | 2018年8月31日  | ミンスク、トラクター・スタジアム                                     | ベラルーシ               | 4–1    | 4–1  | 2019 FIFA女子ワールドカップ・ヨーロッパ予選 |
| 31 | 2018年10月9日  | オストルダ                                                           | アイルランド             |        | 4–0  | 国際親善試合                                |
| 32 | 2018年11月8日  | レガネス                                                             | スペイン                 |        | 1–3  | 国際親善試合                                |
| 33 | 2019年3月1日   | ラゴス、ラゴス・ミュニシパル・スタジアム                             | スペイン                 | 3–0    | 3–0  | アルガルヴェ・カップ2019                    |
| 34 | 2019年4月5日   | ルブリン                                                             | イタリア                 |        | 1–1  | 国際親善試合                                |
| 35 | 2020年3月7日   | ワルシャワ、ポロニャ・ワルシャワ・スタジアム                         | モルドバ                 | 2–0    | 5–0  | UEFA欧州女子選手権2022・予選                |
| 36 | 2020年3月7日   | ワルシャワ、ポロニャ・ワルシャワ・スタジアム                         | モルドバ                 | 3–0    | 5–0  | UEFA欧州女子選手権2022・予選                |
| 37 | 2020年3月7日   | ワルシャワ、ポロニャ・ワルシャワ・スタジアム                         | モルドバ                 | 5–0    | 5–0  | UEFA欧州女子選手権2022・予選                |
| 38 | 2020年3月11日  | バクー、ASKアリーナ                                                  | アゼルバイジャン         | 1–0    | 5–0  | UEFA欧州女子選手権2022・予選                |
| 39 | 2020年3月11日  | バクー、ASKアリーナ                                                  | アゼルバイジャン         | 4–0    | 5–0  | UEFA欧州女子選手権2022・予選                |
| 40 | 2021年4月13日  | ウッチ、ウィゼウ・シティ・スタジアム                                 | スウェーデン             |        | 2–4  | 国際親善試合                                |
| 41 | 2021年4月13日  | ウッチ、ウィゼウ・シティ・スタジアム                                 | スウェーデン             |        | 2–4  | 国際親善試合                                |
| 42 | 2021年6月11日  | サン・ペドロ・デル・ピナタル、ピナタル・アリーナ                     | フィンランド             |        | 2–2  | 国際親善試合                                |
| 43 | 2021年6月14日  | カルタヘナ、エスタディオ・カルタゴノバ                               | チェコ                   |        | 5–0  | 国際親善試合                                |
| 44 | 2021年6月14日  | カルタヘナ、エスタディオ・カルタゴノバ                               | チェコ                   |        | 5–0  | 国際親善試合                                |
| 45 | 2021年9月17日  | グダニスク、スタディオン・グダニスク                                 | ベルギー                 | 1–0    | 1–1  | 2023 FIFA女子ワールドカップ・ヨーロッパ予選 |
| 46 | 2022年6月29日  | グロジスク・ヴィエルコポルスキ                                       | アイスランド             | 1–0    | 1–3  | 国際親善試合                                |
| 47 | 2022年9月1日   | エルバサン、エルバサン・アレナ                                       | アルバニア               | 1–1    | 2–1  | 2023 FIFA女子ワールドカップ・ヨーロッパ予選 |
| 48 | 2022年9月1日   | エルバサン、エルバサン・アレナ                                       | アルバニア               | 2–1    | 2–1  | 2023 FIFA女子ワールドカップ・ヨーロッパ予選 |
| 49 | 2022年9月6日   | ルブリン、アレーナ・ルブリン                                         | コソボ                   | 3–0    | 7–0  | 2023 FIFA女子ワールドカップ・ヨーロッパ予選 |
| 50 | 2022年9月6日   | ルブリン、アレーナ・ルブリン                                         | コソボ                   | 5–0    | 7–0  | 2023 FIFA女子ワールドカップ・ヨーロッパ予選 |
| 51 | 2022年9月6日   | ルブリン、アレーナ・ルブリン                                         | コソボ                   | 6–0    | 7–0  | 2023 FIFA女子ワールドカップ・ヨーロッパ予選 |
| 52 | 2022年10月6日  | ヘレス・デ・ラ・フロンテーラ、エスタディオ・ムニシパル・デ・チャピン | モロッコ                 | 1–0    | 4–0  | 国際親善試合                                |
| 53 | 2023年2月21日  | マルベーリャ、マルベーリャ・フットボールセンター                     | スイス                   | 1–0    | 1–1  | 国際親善試合                                |
| 54 | 2023年4月6日   | ウッチ、ヴワディスワフ・クロル市営競技場                             | コスタリカ               | 2–1    | 2–1  | 国際親善試合                                |
| 55 | 2023年4月11日  | ロッテルダム、スパルタスタディオン・ヘト・カスティール               | オランダ                 | 1–0    | 1–4  | 国際親善試合                                |

## タイトル
- クラブ
  -  メディク・コニン（英語版）
    - エクストラ・リーガ（英語版）: 2回 (2014, 2015)
    - ポーランドカップ（英語版）: 3回 (2013, 2014, 2015)

  -  VfLヴォルフスブルク
    - ブンデスリーガ: 5回 (2016–17, 2017–18, 2018–19, 2019–20, 2021–22)
    - DFBポカール: 6回 (2016, 2017, 2018, 2019, 2020, 2021)

- 代表
  - UEFA U-17女子選手権: 1回 (2013)
  - イストリアカップ（英語版）: 1回 (2015)

- 個人
  - UEFA U-17ゴールデンプレーヤー: (2013)
  - 最優秀フットボール選手: 3回 (2018, 2019, 2022)
  - ブンデスリーガ得点王: 1回 (2018-19)